# Jaroslav Vodička (fotbalista)
Jaroslav Vodička (* 4. listopadu 1965) je bývalý český fotbalista, záložník a fotbalový trenér.

## Fotbalová kariéra
Hrál za FC Slovan Liberec, Duklu Praha, TJ Dynamo České Budějovice a SKP Fomei Hradec Králové. V evropských pohárech nastoupil v 1 utkání.